# جيوفري جايلز
جيوفري جايلز (بالإنجليزية: Geoffrey Giles)‏ هو سياسي أسترالي، ولد في 27 يونيو 1923 في أديلايد في أستراليا، وتوفي في 18 ديسمبر 1990. نشط حزبياً في الحزب الليبرالي الأسترالي وتحالف الليبرالية والريفي. وقد انتخب عضو مجلس النواب الأسترالي عن دائرة Division of Wakefield ‏ (10 ديسمبر 1977 – 4 فبراير 1983) وانتخب عضو مجلس النواب الأسترالي عن دائرة Division of Angas (1949–1977) ‏ (20 يونيو 1964 – 10 ديسمبر 1977) وفي 1959 South Australian state election ‏، انتخب عضو مجلس جنوب أستراليا التشريعي عن دائرة Southern District (South Australian Legislative Council) ‏ وقد انضم خلال فترته النيابية (7 مارس 1959 – 13 مايو 1964)  للكتلة البرلمانية تحالف الليبرالية والريفي.